# توم لودج
توم لودج (بالإنجليزية: Tom Lodge)‏ هو كاتب بريطاني، ولد في 16 أبريل 1936 في سري في المملكة المتحدة، وتوفي في 25 مارس 2012 في سانتا كروز في الولايات المتحدة.